# Campus de Burjassot-Paterna
El Campus de Burjassot-Paterna, o simplement de Burjassot, és un complex educatiu de la Universitat de València situat entre aquestes localitats de l'Horta Nord, a escassos quilòmetres de la ciutat de València.
S'ubica en els terrenys que separen els nuclis de Burjassot i Paterna, entre el cementeri de Burjassot, el barri de les 613 vivendes (Burjassot), la urbanització de Terramelar (Paterna) i Benimàmet (València). És una àrea d'alta densitat demogràfica per on discorren diverses vies de comunicació d'alta capacitat com l'autovia de Llíria CV-35 i el distribuïdor nord CV-31. També es localitzen importants infraestructures com el recinte firal de Fira València, el Centre de Producció de Programes de la radiotelevisió valenciana À Punt i el palau d'esports Velòdrom Lluís Puig.
La línia de tramvia de MetroValència T4 connecta el Campus amb la ciutat a través de tres estacions: Campus, Vicent Andrés Estellés i Parc Científic.

## Història
El campus comença la seua construcció als anys 70 del segle xx quan l'antiga Facultat de Ciències, situada en l'edifici del Rectorat al Campus de Blasco Ibáñez, es desdobla en quatre noves facultats que requereixen d'instal·lacions pròpies. Aquests nous estudis són els de Biologia, Física, Química i Matemàtiques. L'any 1977 s'inaugura el complex dissenyat per l'arquitecte Vicente Pastor.
Des d'aleshores el campus ha anat ampliant-se amb nous edificis i una major oferta educativa, així com instituts de recerca, biblioteques i altres serveis associats. Algunes fites importants són la creació l'any 1991 de l'Institut de Robòtica i Tecnologies de la Informació i les Comunicacions (IRTIC) o la inauguració de la nova Facultat de Farmàcia l'any 1992, edifici que li va valdre el Premi Nacional d'Arquitectura. El 1995 es crea el Parc Científic, ja en terrenys del terme de Paterna a tocar del campus, fet que oficialitza el nom del campus amb la doble denominació que integra les dues localitats.
L'any 2003 s'instal·la l'Escola Tècnica Superior d'Enginyeria amb un edifici propi i els estudis deixen d'estar adscrits a les facultats de física i química.
El 2018 s'inaugura el Museu d'Història Natural al campus, reunint en una única col·lecció tot el patrimoni científic del que disposa la Universitat de València que fins al moment estava conservat en diversos espais degut a l'incendi que va destruir el Gabinet d'Història Natural l'any 1932.

## Edificis
- Facultat de Ciències Biològiques
- Facultat de Ciències Matemàties
- Facultats de Física i Química
- Facultat de Farmàcies i Ciencies de l'Alimentació
- Biblioteca de Ciències Eduard Boscà
- Edifici d’investigació Jeroni Muñoz
- Escola Tècnica Superior d’Enginyeria
- Edifici del Deganat
- Parc Científic, que per si mateix representa un complex amb diversos edificis
- Museu d'Història Natural de la Universitat de València